# Mors
 For alternative betydninger, se Mors (flertydig). (Se også artikler, som begynder med Mors)
Mors eller Morsø (mere sjældent Morsland) er en ø i Limfjorden mellem Salling og Thy. Arealet er 363,3 km² og indbyggertallet 19.699 (2024).
Mors forbindes mod nordvest med Thy via Vilsundbroen og mod sydøst med Salling via Sallingsundbroen. Der er en fast færgefart til Thy ved Feggesund fra nordspidsen af Mors, samt (i sommerhalvåret) ved Nees Sund mod sydvest.
Hovedbyen Nykøbing Mors er hovedsæde for Morsø Kommune som foruden Mors omfatter Agerø og nogle småøer. Alle øerne tilhører Region Nordjylland. Mors omfatter to herreder, Morsø Sønder Herred og Morsø Nørre Herred.
En indbygger på Mors hedder en morsingbo. Dialekten hedder morsingbomål, ligger tæt op ad thybomål og sallingmål og hører til den vestjyske dialektgruppe.

## Historie
Mors har været beboet siden stenalderen, hvor der er fundet bopladser fra Ertebøllekulturen. I løbet af bondestenalderen overgik befolkningen til agerbrug, og etablerede sig i mere permanente bosættelser. Der blev også anlagt gravhøje, men mange er siden blev pløjet væk. Øens eneste jættestue er Thusbjerg.
Fra bronzealderen og jernalderen kendes mange gravhøje og landsbyer, bl.a. ved Bjergby, hvor gravfund vidner om handel og en rig elite.
I middelalderen udviklede Nykøbing Mors sig til øens vigtigste købstad, mens Skarreborg og Dueholm Kloster var centrale magtcentre. Øen var krongods, præget af kvæg- og hestehandel, som blev eksporteret.
Efter reformationen blev klostergodset overdraget kronen, og herregårde som Højriis fik større betydning. Landboreformerne ændrede jordfordelingen, og efter Stormfloden i 1825 genvandt øen betydning som trafikpunkt i fjorden, fordi Limfjorden atter fik udløb i Vesterhavet.
Industrialiseringen bragte nye virksomheder: Morsø Jernstøberi (1853), Th. Damborgs Tobaksfabrik (1859) og udnyttelsen af moler fra begyndelsen af 1900-tallet.
Under Besættelsen kom tyskerne sent til Mors, men oprettede en lyttepost på Salgjerhøj.
I nyere tid blev forbindelserne styrket med Vilsundbroen (1939) og Sallingsundbroen (1978). Ved Kommunalreformen (1970) blev Morsø Kommune oprettet, og kommunen består stadig i dag.
Øen er i dag præget af landbrug, industri og turisme med attraktioner som Jesperhus Blomsterpark, Hanklit og molergravene.

## Geografi
Mors er den største ø i Limfjorden med et areal på ca. 367 km². Øen er omgivet af fjordens vande mod alle sider og er forbundet mod nord til Thy via Vilsundbroen og mod syd til Salling via Vilsundbroen.
Landskabet er præget af bakkede moræneformationer, lavtliggende enge og kystklinter. Særligt kendt er klintlandskabet ved Hanklit, hvor lag af moler (diatomit) tydeligt fremstår og har gjort øen berømt for sine mange fossiler af planter, insekter og fisk fra tidlig tertiærtid. Også områder som Legind Bjerge og molergravene ved Ejerslev Havn er karakteristiske naturattraktioner.
Det højeste punkt på øen er Salgerhøj, der med 89 meter over havet giver vid udsigt over store dele af Limfjorden. Andre markante steder i landskabet er Feggeklit mod nordøst, knyttet til sagntraditioner, samt bakkedragene i Legind Bjerge.
Øens største by er Nykøbing Mors, som fungerer som administrativt, økonomisk og kulturelt centrum. Af andre byer kan nævnes Sejerslev, Erslev, Øster Assels og Tæbring.
Mors er særligt kendetegnet ved sine molerforekomster og det varierede fjordlandskab, hvilket har givet øen tilnavnet “Limfjordens perle”.

### Byer
- Bjergby
- Blidstrup
- Centrum
- Elsø
- Erslev
- Ejerslev
- Flade
- Fredsø
- Frøslev
- Hvidbjerg
- Karby
- Ljørslev
- Lødderup
- Nykøbing Mors
- Rakkeby
- Redsted
- Sejerslev
- Sillerslev
- Solbjerg
- Sundby
- Sønder Dråby
- Thorup
- Torp
- Tæbring
- Tødsø
- Vejerslev
- Vester Assels
- Vester Jølby
- Vils
- Ørding
- Øster Assels
- Øster Jølby

## Indbyggertal
Indbyggertallet på Mors toppede i 1950'erne, men har siden været faldende.
- 1901 – 22.237
- 1906 – 23.087
- 1911 – 24.270
- 1916 – 25.258
- 1921 – 26.269
- 1925 – 26.539
- 1930 – 26.059
- 1935 – 26.162
- 1940 – 26.261
- 1945 – 26.883
- 1950 – 27.116
- 1955 – 27.263
- 1960 – 26.766
- 1965 – 25.739
- 1970 – 25.029
- 1976 – 24.596
- 1981 – 24.540
- 1986 – 24.087
- 1990 – 23.774
- 1995 – 23.142
- 1998 – 23.028
- 1999 – 23.001
- 2000 – 22.957
- 2001 – 22.778
- 2002 – 22.638
- 2003 – 22.641
- 2004 – 22.604
- 2005 – 22.441
- 2006 – 22.333
- 2007 – 22.196
- 2008 – 22.091
- 2012 – 21.474

## Seværdigheder
- Museum Mors, der er indrettet i Dueholm Kloster
- Højriis Slot
- Jesperhus Resort
- Fossil- og Molermuseet
- Dansk Støberimuseum
- Hanklit
- Sillerslev Havn
- Morsø Friluftscenter
- Morsø Traktormuseum

## Eksterne henvisniger
- Morsø Kommune